# Pošte Srpske
Pošte Srpske (официально Preduzeće za poštanski saobraćaj Republike Srpske a.d.) — одна из трёх компаний, отвечающих за почтовую связь в Боснии и Герцеговине. Две других — BH Pošta и Hrvatska pošta Mostar. Pošte Srpske работает в Республике Сербской. До военных конфликтов в Боснии и Герцеговине за почтовую связь на территории СР БиГ отвечала Почта Югославии. Однако с началом войны в Боснии и Герцеговине почтовая система на территории Боснии и Герцеговины развалилась. Вначале часто случались вооруженные нападения на почтовые автомобили и блокпосты, что сделало невозможным осуществление почтового обмена.